# 페드로 가예세
페드로 다비드 가예세 키로스(스페인어: Pedro David Gallese Quiroz, 1990년 2월 23일 ~ )은 메이저 리그 사커 소속 팀인 올랜도 시티에서 골키퍼로 활약하고 있는 페루의 축구 선수이다.

## 같이 보기
- A매치 100경기 이상 출전한 축구 선수 명단